# Douvilleiceras
Il douvilleicerato (gen. Douvilleiceras) è un mollusco cefalopode estinto appartenente alle ammoniti. Visse alla fine del Cretaceo inferiore (Albiano, circa 105 milioni di anni fa) e i suoi resti fossili sono stati ritrovati in tutto il mondo, principalmente in Europa e nel Vicino Oriente.

## Descrizione
La conchiglia di questa ammonite era simmetrica, planispirale (cioè a spirale piana), evoluta (con scarso ricoprimento dei giri successivi); la sezione dei giri, sub-circolare, rendeva l'aspetto di questo animale vagamente globoso. L'ornamentazione era costituita da coste semplici ma molto robuste, che passavano anche sopra la regione ventrale arrotondata. Queste coste portavano tubercoli più o meno numerosi che, nell'animale in vita, erano sormontati da lunghe spine, talora in parte preservate negli esemplari fossili meglio conservati. La presenza dei tubercoli dà alla sezione del giro un tipico andamento poligonale. Le dimensioni della conchiglia, mediamente, si aggiravano tra i 5 e i 10 centimetri di diametro, pur potendo in alcune specie superare i venti centimetri di diametro negli esemplari più sviluppati.
Lo sviluppo ontogenetico della conchiglia era molto caratterizzato nelle varie fasi: all'inizio dello sviluppo (fino a circa 2 cm di diametro) era priva di coste, con due sole file di tubercoli in posizione peri-ombelicale e latero-ventrale. Successivamente (fino a circa 7 cm di diametro) compariva un altro tubercolo in posizione laterale, e si sviluppavano le coste. Lo stadio adulto (oltre 7 cm di diametro) era multi-tubercolato (contraddistinto dalla comparsa di nuovi tubercoli, più o meno numerosi a seconda della specie), mentre lo stadio senile (o gerontico) era caratterizzato dalla scomparsa dei tubercoli e da una ornamentazione a coste semplici, che tendevano infine a scomparire negli esemplari più longevi, con l'ultimo giro quasi liscio.
La linea di sutura era di tipo ammonitico, relativamente poco complicata e frastagliata, caratterizzata da un lobo laterale molto pronunciato e con terminazione tendenzialmente bifida.
Tra le specie più note, da ricordare Douvilleiceras mammillatum, dell'Albiano inferiore e medio.

## Habitat
L'ampio profilo della spira offriva una notevole resistenza all'acqua: per questo motivo, e per la presenza di tubercoli e spine con funzione verosimilmente difensiva, si pensa che il douvilleicerato fosse un nuotatore poco efficiente. Probabilmente si trattava di una forma necto-bentonica (cioè di fondale), predatrice di piccoli organismi marini poco mobili.